# Julesang
 Denne artikel omhandler overvejende eller alene danske forhold. Hjælp gerne med at gøre artiklen mere almen.
Julesange og julesalmer er sange med varierende indhold og form, som har det til fælles, at de særlig bliver fremført eller spillet i tiden omkring jul. De har ofte et indhold med referencer til julen, for eksempel ved at henvise til Jesusbarnet, juleevangeliet, julefejring eller vinter, men kan også være knyttet til højtiden gennem tradition, uden at have noget egentligt juleindhold. Mange julesange er folkeeje, er kendte og bliver sunget af store dele af samfundet. Man begyndte at synge julesange i 19. år hundreder
Nogle julesange synges traditionelt i særdeleshed juleaften, og mens familien går eller danser omkring juletræet med hinanden i hænderne. 
De danske julesange er en blandet flok af både gamle og nyere folkesange samt de nyere og mere moderne julesange, der bl.a. spilles på danske radiostationer op mod jul. Julesalmer er salmer fra Den Danske Salmebog. Danske salmer, herunder julesalmer, blev første gang samlet i en rigtig salmebog i 1569.
I Storbritannien og andre engelsktalende lande er der en særlig tradition for de såkaldte christmas carols, som udgør en egen genre. Eksempler på populære christmas carols er Good King Wenceslas og Carol of the Bells.